# Bruce Chown
Henry Bruce Chown (* 10. November 1893 in Winnipeg, Manitoba; † 3. Juli 1986 in Victoria, British Columbia) war ein kanadischer Hämatologe und Kinderarzt.

## Leben
Chowns Vater war der Chirurg und Dekan der Medizinischen Fakultät der University of Manitoba Henry H. Chown. Bruce Chown erwarb 1914 an der McGill University in Montreal einen Bachelor. Im Ersten Weltkrieg diente er als Offizier der Artillerie, wofür er mit dem Military Cross ausgezeichnet wurde. 1922 erwarb Chown an der University of Manitoba in Winnipeg den M.D. als Abschluss des Medizinstudiums. An den Kinderkrankenhäusern der Columbia University (Babies’ Hospital, New York City, 1922–1923), Johns Hopkins University (Harriet Lane Home, Baltimore, 1923–1924) und Cornell University (Nursery and Child’s Hopital, New York City, 1925–1926) erhielt er seine Ausbildung zum Kinderarzt. Anschließend arbeitete er als Pathologe am Children's Hospital in Winnipeg (University of Manitoba), dessen ärztlicher Leiter er von 1949 bis 1959 war. 1961 trat er vorzeitig in den Ruhestand, um sich ganz der Forschung zu widmen. 1944 gründete Chown das Winnipeg Rh Laboratory, dessen Leitung er bis 1972 innehatte.
1922 heiratete Chown Gladys Webb († 1948). Das Paar hatte vier Kinder. In zweiter Ehe heiratete er 1949 Allison Grant, mit der er ein Kind hatte.

## Wirken
Am Anfang seiner Karriere befasste sich Chown vor allem mit dem Calcium- und Phosphat-Stoffwechsel. Er gilt als Erstbeschreiber der Hypophosphatasie.
Chown konnte wertvolle Beiträge zum Verständnis der menschlichen Blutgruppen leisten, insbesondere zur Erkennung, Behandlung und Vorbeugung des Morbus haemolyticus neonatorum, der in den 1940er Jahren für zehn Prozent der perinatalen Sterblichkeit in Kanada verantwortlich war. Er galt als Leitfigur der klinischen Immunhämatologie.
Gemeinsam mit dem Unternehmen Connaught Laboratories entwickelte Chown ein Immunserum zur Prävention der Rhesus-Inkompatibilität. Er etablierte die Austauschtransfusion zur Behandlung von Neugeborenengelbsucht und Bilirubinenzephalopathie (Kernikterus) und die Frühentbindung zur Verhütung der Totgeburt.
Mit seiner langjährigen Mitarbeiterin Marion Lewis besuchte Chown kanadische Indianer und Inuit und leistete wichtige Beiträge zur Anthropologie.
Chown trug wesentlich zur Verbesserung der klinischen Standards und der medizinischen Ausbildung am Children's Hospital in Winnipeg bei.

## Auszeichnungen (Auswahl)
- 1963 Ehrendoktorat der University of Manitoba
- 1963 Präsident der Genetics Society of Canada
- 1967 Officer des Order of Canada[2]
- 1968 Gairdner Foundation International Award[3]
- 1969 Ehrendoktorat der University of Western Ontario
- 1969 Starr Medal der Canadian Medical Association
- 1970 Fellow der Royal Society of Canada[4]
- 1970 Ehrendoktorat der University of Saskatchewan[5]
- 1971 Karl Landsteiner Memorial Award der American Association of Blood Banks[6]
- 1977 Queen Elizabeth II Silver Jubilee Medal
- 1979 Ehrendoktorat der University of Winnipeg
- 1979 Ross Award der Canadian Pediatric Society
- 1995 (postum) Aufnahme in die Canadian Medical Hall of Fame[7]